# العلاقات الفانواتية الكوبية
العلاقات الفانواتية الكوبية هي العلاقات الثنائية التي تجمع بين فانواتو وكوبا.

## مقارنة بين البلدين
هذه مقارنة عامة ومرجعية للدولتين:
| وجه المقارنة                                              | فانواتو                                  | كوبا                              |
| --------------------------------------------------------- | ---------------------------------------- | --------------------------------- |
| المساحة (كم2)                                             | 12.19 ألف                                | 109.88 ألف                        |
| عدد السكان (نسمة)                                         | 276.24 ألف                               | 11.48 مليون                       |
| الكثافة السكانية (ن./كم²)                                 | 22.66                                    | 104.48                            |
| العاصمة                                                   | بورت فيلا                                | هافانا                            |
| اللغة الرسمية                                             | اللغة البسلاما، لغة فرنسية، لغة إنجليزية | اللغة الإسبانية                   |
| العملة                                                    | فاتو فانواتي                             | بيزو كوبي، بيزو كوبي قابل للتحويل |
| الناتج المحلي الإجمالي (بليون دولار)                      | 862.88 مليون                             | 87.13 مليار                       |
| الناتج المحلي الإجمالي (تعادل القوة الشرائية) بليون دولار | 790.76 مليون                             |                                   |
| الناتج المحلي الإجمالي الاسمي للفرد دولار أمريكي          | 2.81 ألف                                 |                                   |
| الناتج المحلي الإجمالي للفرد دولار أمريكي                 | 3.03 ألف                                 |                                   |
| مؤشر التنمية البشرية                                      | 0.594                                    | 0.769                             |
| رمز المكالمات الدولي                                      | +678                                     | +53                               |
| رمز الإنترنت                                              | .vu                                      | .cu                               |
| المنطقة الزمنية                                           | ت ع م+11:00                              | 00                                |

## منظمات دولية مشتركة
يشترك البلدان في عضوية مجموعة من المنظمات الدولية، منها:
| علم المنظمة | اسم المنظمة                                 | تاريخ انضمام فانواتو | تاريخ انضمام كوبا |
| ----------- | ------------------------------------------- | -------------------- | ----------------- |
|             | يونسكو                                      | 10 فبراير 1994       | 29 أغسطس 1947     |
|             | منظمة حظر الأسلحة الكيميائية                | ?                    | ?                 |
|             | منظمة التجارة العالمية                      | ?                    | ?                 |
|             | الاتحاد البريدي العالمي                     | ?                    | ?                 |
|             | الاتحاد الدولي للاتصالات                    | 30 مارس 1988         | 16 يناير 1918     |
|             | الأمم المتحدة                               | 15 سبتمبر 1981       | 24 أكتوبر 1945    |
|             | المنظمة الهيدروغرافية الدولية               | ?                    | ?                 |
|             | مجموعة دول أفريقيا والكاريبي والمحيط الهادئ | ?                    | ?                 |
|             | تحالف الدول الجزرية الصغيرة                 | ?                    | ?                 |

## وصلات خارجية
- موقع وزارة الخارجية الكوبية